# 中村豊 (野球)
中村 豊（なかむら ゆたか、1973年4月23日 - ）は、大阪府堺市中区出身の元プロ野球選手（外野手）、コーチ。右投右打。愛称は「豊」。

## 来歴・人物

### プロ入り前
「豊」という名前が福本豊と同じということがきっかけで野球を始める。堺市立深井中学校から上宮高校へ進学、1年夏は元木大介らと甲子園にも出場した。2年夏は府大会決勝で中村紀洋がエースの渋谷高に敗れた。上宮高で同級生であった薮田安彦は、当時中村宅に居候していた。高校では市原圭も同期だった。
明治大学では2年からレギュラーとなり首位打者・本塁打王・打点王を各1回獲得。リーグ通算81試合に出場し327打数116安打（当時歴代6位）、ベストナインに5回選出された。4年秋には6本塁打で当時シーズン最多タイ記録。後に1年間だけ同僚となる野村克則は大学の同期生。
1995年のドラフトにて1位指名した福留孝介の抽選を外した日本ハムファイターズが次に1位指名し入団。

### 日本ハム時代
1996年3月31日のオリックス・ブルーウェーブ戦で初出場を果たした。プロ初本塁打は千葉ロッテマリーンズの仲田幸司から放った。同年はわずか28試合の出場ながら打率.298、3本塁打を記録した。
1997年から1999年は15試合前後にしか出場できなかった。
2000年は控えでの出場が多かったものの103試合に出場し、打率.250の成績を残した。この間、1998年にはフレッシュオールスターに出場し、5打数3安打・1打点を挙げて優秀選手に選ばれた。
2001年は前年を上回る120試合に出場し、規定打席不足だったが打率.268、3本塁打を記録した。
2002年は81試合に出場し、二塁打を9本記録したが打率1割台と確実性を欠いた。オフに山田勝彦、伊達昌司との交換トレードで、下柳剛と共に阪神タイガースへ移籍した。

### 阪神時代

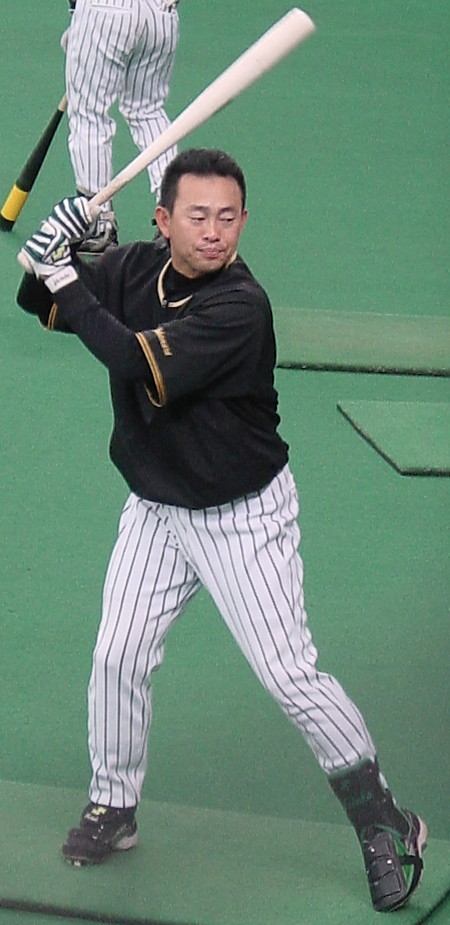
阪神時代（2005年）

2003年は主に守備固めとして数多く起用され、55試合に出場し、打撃面でも打率.250を記録した。この年はリーグ優勝に貢献した。
2004年にはわずか3試合の出場にとどまり、オフには二軍コーチ就任の打診を受けたが、これを断り現役続行を決断した。
2005年は優勝争いの真っ只中の9月7日の対中日ドラゴンズ戦（ナゴヤドーム）で9回表に代走で出場し本塁に生還したと思われたが球審の橘高淳はアウトを宣告。中村と当時の監督の岡田彰布は猛抗議したが判定は覆らず、その裏にアレックス・オチョアと矢野輝弘のクロスプレーがセーフと判定され、岡田監督が激怒し一時は選手全員がベンチに引き揚げたが判定は覆らず試合は延長戦に突入した（この時、橘高に掴みかかったヘッドコーチの平田勝男は退場処分になっている。）。中村はそのまま右翼の守備に就き9回裏に赤星憲広の落球をすかさずバックアップしサヨナラ負けを防ぎ、11回表に平井正史から3年ぶりとなる決勝本塁打を放った。この本塁打が阪神での唯一の本塁打である。同年も守備固めでの出場が多く49試合に出場し、30打数13安打で打率.433と打撃でも貢献し、2年ぶりのリーグ優勝に貢献した。
2006年も引き続き守備固めとして50試合に出場した。打席数は少なかったが11打数3安打で打率.273を記録した。
2007年は開幕一軍スタートだったが、赤松真人の台頭や投手陣の関係で程なく抹消。6月に右肘の手術を行なったこともあり、シーズンの大半を二軍で過ごした。結果的に3試合の出場に終わり、打席に立つことはなかった。シーズン終了後に球団から再び二軍コーチへの就任を打診され、現役続行へのこだわりもあったが最終的にはこれを受諾。10月24日付で任意引退が公示された。

### 引退後
2008年から阪神の二軍守備走塁コーチに就任した。
2009年は、一軍打撃コーチに移動。
2010年からは再び二軍守備走塁コーチとなった。
2016年からは一軍外野守備走塁コーチとなった。攻撃時は一塁ベースコーチを務めていた。
2018年シーズン途中から金本知憲監督の方針でベンチ専従となった。
2019年からは二軍守備走塁コーチに配置転換。
2020年からは二軍外野守備走塁コーチ。
2021年に退団した。

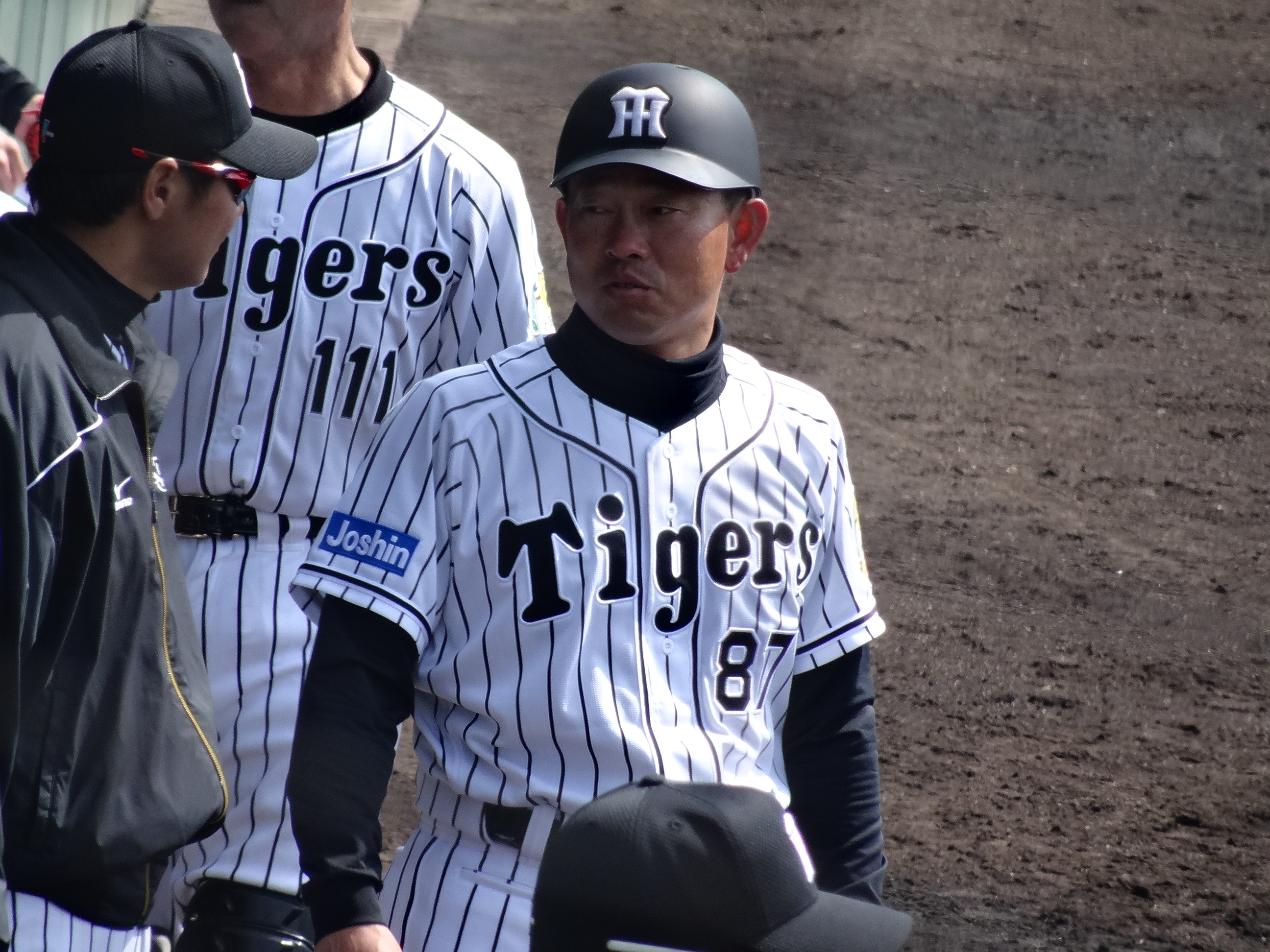
阪神二軍守備走塁コーチ時代
（2015年3月22日 阪神鳴尾浜球場）

2021年11月4日に中日ドラゴンズの二軍外野守備走塁コーチに就任することが発表された。背番号は87。
2025年からは一軍外野守備走塁コーチに配置転換された。

## 詳細情報

### 年度別打撃成績
| 年 度      | 球 団      | 試 合 | 打 席 | 打 数 | 得 点 | 安 打 | 二 塁 打 | 三 塁 打 | 本 塁 打 | 塁 打 | 打 点 | 盗 塁 | 盗 塁 死 | 犠 打 | 犠 飛 | 四 球 | 敬 遠 | 死 球 | 三 振 | 併 殺 打 | 打 率 | 出 塁 率 | 長 打 率 | O P S |
| ---------- | ---------- | ----- | ----- | ----- | ----- | ----- | -------- | -------- | -------- | ----- | ----- | ----- | -------- | ----- | ----- | ----- | ----- | ----- | ----- | -------- | ----- | -------- | -------- | ----- |
| 1996       | 日本ハム   | 28    | 50    | 47    | 7     | 14    | 0        | 0        | 3        | 23    | 7     | 0     | 0        | 1     | 0     | 2     | 0     | 0     | 9     | 0        | .298  | .327     | .489     | .816  |
| 1997       | 日本ハム   | 19    | 26    | 23    | 1     | 3     | 0        | 0        | 0        | 3     | 1     | 0     | 0        | 2     | 0     | 1     | 0     | 0     | 4     | 0        | .130  | .167     | .130     | .297  |
| 1998       | 日本ハム   | 12    | 15    | 13    | 1     | 1     | 1        | 0        | 0        | 2     | 1     | 0     | 0        | 1     | 0     | 1     | 0     | 0     | 3     | 0        | .077  | .143     | .154     | .297  |
| 1999       | 日本ハム   | 13    | 19    | 17    | 1     | 3     | 1        | 0        | 0        | 4     | 4     | 0     | 0        | 0     | 1     | 1     | 0     | 0     | 4     | 1        | .176  | .211     | .235     | .446  |
| 2000       | 日本ハム   | 103   | 153   | 128   | 17    | 32    | 8        | 0        | 0        | 40    | 8     | 5     | 2        | 7     | 0     | 18    | 0     | 0     | 22    | 4        | .250  | .342     | .313     | .655  |
| 2001       | 日本ハム   | 120   | 294   | 257   | 34    | 69    | 13       | 1        | 3        | 93    | 25    | 4     | 5        | 6     | 2     | 29    | 0     | 0     | 34    | 4        | .268  | .340     | .362     | .702  |
| 2002       | 日本ハム   | 81    | 133   | 116   | 7     | 22    | 9        | 0        | 1        | 34    | 5     | 1     | 0        | 8     | 1     | 7     | 0     | 1     | 24    | 2        | .190  | .240     | .293     | .533  |
| 2003       | 阪神       | 55    | 68    | 64    | 5     | 16    | 4        | 1        | 0        | 22    | 7     | 2     | 1        | 0     | 0     | 3     | 0     | 1     | 13    | 1        | .250  | .294     | .344     | .638  |
| 2004       | 阪神       | 3     | 3     | 3     | 0     | 0     | 0        | 0        | 0        | 0     | 0     | 0     | 0        | 0     | 0     | 0     | 0     | 0     | 1     | 0        | .000  | .000     | .000     | .000  |
| 2005       | 阪神       | 49    | 31    | 30    | 10    | 13    | 0        | 0        | 1        | 16    | 4     | 0     | 1        | 0     | 0     | 1     | 0     | 0     | 3     | 1        | .433  | .452     | .533     | .985  |
| 2006       | 阪神       | 50    | 13    | 11    | 3     | 3     | 0        | 0        | 0        | 3     | 1     | 0     | 0        | 1     | 0     | 1     | 0     | 0     | 1     | 0        | .273  | .333     | .273     | .606  |
| 2007       | 阪神       | 3     | 0     | 0     | 0     | 0     | 0        | 0        | 0        | 0     | 0     | 0     | 0        | 0     | 0     | 0     | 0     | 0     | 0     | 0        | ----  | ----     | ----     | ----  |
| 通算：12年 | 通算：12年 | 536   | 805   | 709   | 86    | 176   | 36       | 2        | 8        | 240   | 63    | 12    | 9        | 26    | 4     | 64    | 0     | 2     | 118   | 13       | .248  | .311     | .339     | .649  |

### 記録
初記録
- 初出場：1996年3月31日、対オリックス・ブルーウェーブ1回戦（グリーンスタジアム神戸）

### 背番号
- 7（1996年 - 2002年）
- 0（2003年 - 2007年）
- 87（2008年 - ）